# Sillago japonica
 Sillago japonica és una espècie de peix de la família Sillaginidae i de l'ordre dels perciformes.

## Morfologia
Els mascles poden assolir els 30 cm de longitud total.

## Distribució geogràfica
Es troba al Japó, Corea, Xina i Taiwan. Possiblement, també, a les Filipines.